# Ochronose
 Mise en garde médicale
L'ochronose ou alcaptonurie est un état secondaire à un déficit en acide homogentisique-oxydase (en), une enzyme. Elle est caractérisée par l'apparition après la troisième décennie d'une arthrose vertébrale et des grosses articulations et de pigmentations cutanées prédominant sur les zones cartilagineuses (nez, oreilles...) de teinte gris bleu (pigmentations ochronotiques).

## Signes
C'est une pathologie latente et les premiers signes cliniques apparaissent à l'âge adulte.

### Signes articulaires
Gonarthrose (le plus souvent) mais aussi arthrose vertébrale évoluant par poussées chroniques mais elle est assez précoce.
Calcifications des disques intervertébraux.

### Signes systémiques
Pigmentations bleuâtres voire brun-ardoisés ou noirâtres apparaissant au niveau des tissus et cartilages (peau, sclérotique, lobe de l'oreille), mais aussi des os.
Calcifications de l'aorte, de l'artère pulmonaire entraînant des pathologies cardio-vasculaires.
Il peut également y avoir des lithiases rénales par accumulation de cristaux calciques dans les néphrons.